# Waleska (cantora)
Maria da Paz Gomes (Afonso Cláudio, 29 de setembro de 1941 - Rio de Janeiro, 14 de outubro de 2016), mais conhecida pelo pseudônimo Waleska, foi uma cantora e compositora brasileira. Ganhou o apelido de "Rainha da fossa", dado pelo então poeta Vinicius de Moraes (1913–1980). Em 1960 ela lançou seu primeiro disco pela Vogue Discos.

## Morte
Ela sofria de câncer no pâncreas havia três anos e estava internada na Clínica São Carlos, no Humaitá, Zona Sul do Rio, onde morreu em 14 de outubro de 2016, aos 75 anos. Waleska deixa dois filhos. A Artista teve um namoro com o comediante Zacarias.